# Phenax angustifolius
Phenax angustifolius är en nässelväxtart som först beskrevs av Carl Sigismund Kunth, och fick sitt nu gällande namn av Hugh Algernon Weddell. Phenax angustifolius ingår i släktet Phenax och familjen nässelväxter. Inga underarter finns listade i Catalogue of Life.